# Prémio Walter Burfitt
O Prémio Walter Burfitt (em inglês:  Walter Burfitt Prize) é concedido trianualmente pela Royal Society of New South Wales.
Este galardão pretende premiar os cientista residentes na Austrália ou Nova Zelândia que se distinguiram pelo seu trabalho em ciências aplicadas.

## Laureados[1]
- 1929 - N.D. Royle
- 1932 - C.H. Kellaway
- 1935 - V.A. Bailey
- 1938 - F.MN. Barnet
- 1941 - F.W. Whitehouse
- 1944 - H.L. Kesteven
- 1947 - J.C. Jaeger
- 1950 - D.F. Martyn
- 1953 - K.E. Bullen
- 1956 - J.C. Eccles
- 1959 - F.J. Fenner
- 1962 - M.F. Glaessner
- 1965 - C.A. Fleming
- 1968 - L.E. Lyons
- 1971 - M.R. Lemberg
- 1974 - B.J. Robinson
- 1977 - A. Kerr
- 1980 - H.A. Buchdahl
- 1983 - W.S. Hancock
- 1986 - B.N. Figgis
- 1992 - G. Paxinos
- 1995 - R.M. Manchester
- 1998 - A.K. Burrell
- 2001 - M.W. Parker
- 2004 - B.A. Neilan
- 2007 - M. Colless
- 2010 - R. Shine
- 2013 - M. Simmons